# Rapado
Rapado è un film del 1992 diretto da Martín Rejtman.